# المایی الیس لیگ
آلمایی الیس لیگ (انگلیسی: Ellamae Ellis League; ۹ ژوئیهٔ ۱۸۹۹ – ۴ مارس ۱۹۹۱ (۹۱ سال)) معمار اهل ایالات متحده آمریکا بود که وی بین سال‌های ۱۹۲۲ تا ۱۹۷۵ میلادی فعالیت می‌کرد. چهارمین معمار زن ثبت‌شده در جورجیا و یکی از برجسته‌ترین معماران زن این ایالت و جنوب بود.  او بیش از ۵۰ سال فعالیت کرد که ۴۱ سال از آن توسط شرکت خودش بود. او اولین زنی بود که به عضویت مؤسسه معماران آمریکا (FAIA) در جورجیا انتخاب شد و تنها هشتمین زن در سراسر کشور بود. چندین ساختمان که او طراحی کرده‌است از جمله خانه خودش در فهرست ملی مکان‌های تاریخی (NRHP) ثبت شده‌است. در سال ۲۰۱۶ او پس از مرگ به عنوان زن موفق جورجیا انتخاب شد.

## زندگی
المایی الیس در ۹ ژوئیه ۱۸۹۹ در میکن، جورجیا متولد شد و چهارمین فرزند سوزان دیلوورث چوات و جوزف الیور الیس بود.  او در مدارس دولتی حضور یافت و در سال ۱۹۱۶ از دبیرستان لانیر فارغ‌التحصیل شد. . او در سال ۱۹۱۷ و ۱۹۱۸ در کالج وسلیان تحصیل کرد  اما فارغ‌التحصیل نشد، زیرا ازدواج او با جورج فارست لیگ در ۲۷ ژوئن ۱۹۱۷، مسیر زندگی او را تغییر داد.
جین و جو فرزندان لیگ در سال‌های ۱۹۱۹ و ۱۹۲۱ به دنیا آمدند. در سال ۱۹۲۲ پس از پنج سال شوهرش او را ترک کرد و طلاق گرفت. پس از جدایی او دو فرزند داشت و هیچ وسیله‌ای برای درآمد نداشت. شش نسل از خانواده او از جمله چارلز ادوارد چوات، معمار معروف در آتلانتا در آن زمان معمار بودند.  چند تن دیگر از بستگان هنرمند از جمله نل چوات جونز و نل چوات شوت بودند.  به گفته جو پسر لیگ، معمار کوران آر. الیس (۱۸۷۲–۱۹۳۴)، که دادگاه شهرستان و استادیوم بیسبال فیلد لوتر ویلیامز را در ماکون طراحی کرد، یکی از بستگان انهاست. 

## حرفه
در سال ۱۹۲۲، دانشکده فناوری جورجیا، که دپارتمان معماری آن محل اولیه آموزش معماری در جورجیا بود،  تا سال ۱۹۵۲ به زنان اجازه حضور به جهت آموزش نمی‌داد.  لیگ باید به دنبال مسیری متفاوت برای آموزش معماری بود. او به عنوان یک کارآموز در شرکت مکون  از ۱۹۲۲ تا ۱۹۲۹ کار کرد.  او که فرزندان خردسال خود را نزد پدر و مادرش گذاشت، تحصیلات خود را در مدرسه هنرهای زیبا در فونتنبلو ادامه داد، که در سال‌های ۱۹۲۷ و ۱۹۲۸ به همراه پسر عمویش نل شوات شوت در آن شرکت کرد. از ۳۰ نفری که در کلاس معماری او در آنجا حضور داشتند، تنها سه نفر زن بودند. 
پس از بازگشت، او با معماران دیگری از جمله جورج دبلیو شلورتون و ویلیام اف. اولیفانت در مکون کار کرد. زمانی که اولیفانت شرکت خود را راه اندازی کرد، لیگ به همراه دلمار آ. وارن، دانشجوی رشته فناوری جورجیا، همراه شد. اولیفانت به‌طور ناگهانی در آوریل ۱۹۳۳ در سن ۴۰ سالگی درگذشت،   ثبت نام دولتی برای معماران در جورجیا به مدرک معماری (که لیگ نداشت) یا ده سال تجربه در یک دفتر دارای (که او انجام داد) و گذراندن یک امتحان یک هفته ای نیاز داشت. 
او در ژوئن ۱۹۴۴ به عضویت موسسه معماران آمریکا (AIA) انتخاب شد،  و دومین زن در ایالت جورجیا بود. سال‌ها او تنها زن عضو بخش آتلانتا AIA بود و چندین دفتر در سطح شعبه و ایالت داشت.  در سال ۱۹۵۷ او بخش ماکون AIA را تأسیس کرد و اولین رئیس آن بود. بعداً او رئیس کمیته ای بود که برای متحد کردن بخش‌های جورجیا تشکیل شده بود و از سال ۱۹۶۳ تا ۱۹۶۴ به عنوان رئیس شورای منتخب جورجیا AIA خدمت کرد 
در سال ۱۹۶۸ لیگ اولین زن در جورجیا شد که به عنوان عضو مؤسسه معماران آمریکا انتخاب شد،  که برای این افتخار توسط شورای جورجیا «به دلیل خدمت به این حرفه» نامزد شد.  و یکی از تنها هشت معمار زن بود که تا آن تاریخ در عضویت مؤسسه معماران آمریکا حضور داشت. 
او همچنین در سازمان‌های مدنی مختلف در مکون از جمله کمیته بهبود مدنی مکون و تئاتر کوچک مکون مشارکت داشت.  هنگامی که در سال ۱۹۶۷ برای خانه اپرای بزرگ ماکون هشدار تخریب ارسال شد، لیگ با تشکیل شورای هنرهای ماکون، برای نجات آن کمک کرد و متعاقباً بر بازسازی ساختمان در سال‌های ۱۹۶۹ و ۱۹۷۰ نظارت کرد. 